# Pere Serra Colomar
Pere Serra Colomar, més conegut com a Pere Gallet (Formentera, 28 d'abril de 1928 - Formentera, 8 de març del 2014) va ser un polític i animador cultural formenterenc.
De jove va treballar durant 12 anys de cuiner a diverses companyies navilieres. Posteriorment es va dedicar a la pesca, ofici que va exercir durant anys fins a l'edat de 58, moment en què es va jubilar. Va formar part de l'equip de govern de l'Ajuntament de Formentera després de les eleccions municipals espanyoles de 1979 i exercí la política durant tres legislatures. Va gestionar la venguda a Formentera del primer assistent social de l'illa. Compaginà la seva feina política amb l'activisme dins el moviment associatiu de Formentera, i el 1978 va crear el sindicat agrícola Unió de Pagesos de Formentera, germen del primer club social per a persones majors de l'illa. Aquest col·lectiu s'ha destacat per la seva feina contínua en la difusió de la cultura popular i les tradicions de Formentera.
Va ser president del casal de jubilats del Cap de Barbaria, i fou el coordinador d'aquest casal dins el Club de Sant Francesc, del qual la seu del Cap de Barbaria és una extensió. Gràcies a les seves gestions es va dur a terme la reforma i millora de la seu de l'entitat, inaugurada pel Govern de les Illes Balears l'any 2002. El 2003 va rebre el Premi Ramon Llull.